# Вежбе (Люблинское воеводство)
Вежбе (пол. Wierzbie) — деревня в Замойском повете Люблинского воеводства Польши. Входит в состав гмины Лабуне. Находится примерно в 7 км к юго-востоку от центра города Замосць. По данным переписи 2011 года, в деревне проживало 364 человека.
В 1975—1998 годах деревня входила в состав Замойского воеводства.

## Население
Демографическая структура по состоянию на 31 марта 2011 года:
|         | Всего | До трудоспособного возраста | Трудоспособного возраста | Старше трудоспособного возраста |
| ------- | ----- | --------------------------- | ------------------------ | ------------------------------- |
| Мужчины | 176   | 31                          | 131                      | 14                              |
| Женщины | 188   | 41                          | 108                      | 39                              |
| Всего   | 364   | 72                          | 239                      | 53                              |